# خيسوس رافاييل سوتو
خيسوس رافاييل سوتو (بالإسبانية: Jesús Rafael Soto)‏ هو نحات ورسام فنزويلي، ولد في 5 يونيو 1923 في سيوداد بوليفار في فنزويلا، وتوفي في 14 يناير 2005 في باريس في فرنسا.

## وصلات خارجية
- خيسوس رافاييل سوتو على موقع مونزينجر (الألمانية)